# 伊万·加什帕罗维奇
伊万·加什帕罗维奇（發音：[ˈiʋaŋ ˈɡaʂparɔʋitʂ]；1941年3月27日—），斯洛伐克政治家、律师，2004年6月15日起任该国总统至2014年。
加什帕罗维奇在布拉迪斯拉發夸美紐斯大學法学院毕业，曾于布拉迪斯拉发任检察官。1968年，他加入斯洛伐克共产党，支持亚历山大·杜布切克的改革，但同年8月华沙条约组织入侵捷克斯洛伐克后，他被驱逐出党。
1968年至1990年7月，加什帕罗维奇在考门斯基大学法学院任教。天鹅绒革命后共产政权被推翻，加什帕罗维奇被总统瓦茨拉夫·哈维尔委任为总检察长，1992年当选为捷克斯洛伐克的斯洛伐克国民议会议员，并担任副议长。
1992年，加什帕罗维奇加入弗拉迪米尔·梅恰尔领导的争取民主斯洛伐克运动，翌年担任独立后的斯洛伐克国民议会议长。2002年，因为认为梅恰尔领导的争取民主斯洛伐克运动不民主，加什帕罗维奇退出该党，成立争取民主运动，担任主席。2004年4月17日，他在选举中击败梅恰尔，当选总统。2009年成功連任。

## 荣誉

### 外国勋章奖章
- 大象勋章（丹麦，2012年10月23日[2]）
- 一等白狮勋章附颈饰（捷克，2013年[3]）